# Tigranes V de Armenia
Tigranes V de Armenia, también conocido como Tigran V  (Armenio: Տիգրան, en griego: Τιγράνης, 16 a. C.-36 d. C.) fue un herodiano que gobernó como rey cliente romano del Armenia desde el año 6 d. C. hasta el 12 d. C.

## Familia y vida en la corte herodiana
Tigranes era el primogénito de Alejandro y Glafira. Su hermano menor se llamaba Alexander y también tenía una hermana menor. Su sobrino Tigranes VI ejerció como rey cliente romano de Armenia durante el reinado del emperador romano Nerón. Su padre Alejandro era un príncipe de Judea y era hijo del rey de Judea Herodes el Grande y su esposa Mariamna I. Su madre Glaphyra era una Princesa capadocia. Era hija del rey Arquelao de Capadocia y su madre era de Armenia, posiblemente relacionada con la Dinastía artáxida.
Tigranes recibió su nombre en honor al linaje armenio y helénico de su madre. El nombre Tigranes era el nombre real más común en la dinastía Artaxiad y se encontraba entre los nombres más antiguos de los reyes armenios. El emperador romano Augusto menciona la ascendencia armenia de Tigranes en su testamento político:

"Cuando fue asesinado, envié a ese reino a Tigranes, que procedía de la familia real de los armenios".

Tigranes nació y creció en la corte de Herodes en Jerusalén. Tras la muerte del padre de Tigranes en el año 7 a. C., Herodes obligó a su madre a regresar a Capadocia, dejando a sus hijos bajo la custodia exclusiva de Herodes en Jerusalén. Tigranes y su hermano permanecieron bajo la tutela de Herodes para que pudiera controlar sus destinos. Otro hijo de Herodes, Antípatro, se preocupaba por Tigranes y su hermano, ya que esperaba que alcanzaran puestos más altos, debido a la ayuda que Antipater consideraba probable de su abuelo materno Arquelao.
Herodes murió en el año 4 a. C. en Jericó. Tras la muerte de Herodes, Tigranes y su hermano decidieron abandonar Jerusalén y vivir con su madre y la familia de ésta en la corte real de Capadocia. Después de que Tigranes y su hermano llegaran a Capadocia, renegaron de su ascendencia y religión judías y abrazaron su ascendencia y religión griegas. Arquelao envió a Tigranes a vivir y ser educado en Roma.

## Rey de Armenia
Artavasdes IV fue rey de Armenia, pero fue un gobernante impopular, por lo que enel año 6 d. C. fue asesinado por sus súbditos y Augusto aprovechó para revisar su política exterior y nombrar a Tigranes rey de Armenia. Tigranes fue acompañado por Arquelao y Tiberio a Armenia, donde fue instalado como rey en Artaxata, que se convirtió en su capital. Inicialmente, Tigranes gobernó Armenia como gobernante único, pero los nobles armenios no estaban satisfechos con esta situación y restauraron a la reina Erato de nuevo en el trono como cogobernante, lo que está respaldado por pruebas numismáticas.
Poco se sabe de su reinado de Armenia aunque han sobrevivido algunas monedas de su reinado. Las acuñaciones que se conservan reflejan su Helénico y Descendencia armenia y proporcionan pruebas de que renunció a sus conexiones judías. Su título real es en griego ΒΑΣΙΛΕΩΣ ΤΙΓΡΑΝΟΥ ΜΕΓΑΛΟΥ que significa del gran rey Tigranes. En el año 12 de nuestra era, Erato y Tigranes fueron derrocados. Augusto mantuvo Armenia como reino cliente y nombró a Vonones I de Partia rey de Armenia.

## La vida después de ser rey de Armenia
Tras su etapa como rey de Armenia, Tigranes se mantuvo en liza para recuperar su trono hasta los primeros años del reinado del emperador romano Tiberio. Alrededor del año 18 d. C. Vonones I murió, pero, sin embargo, el reino de Armenia fue entregado a Artaxias III.
Poco se sabe de la vida posterior de Tigranes. Su esposa era hija de Feroras, pero no tuvieron hijos. Pheroras era su tío abuelo paterno y hermano de Herodes. Tácito registra que Tigranes fue víctima del reino de terror que marcó los últimos años de Tiberio. Se desconocen los cargos presentados contra él por Tiberio en el año 36 d. C., pero parece que no sobrevivió a ellos.